# Ramoth-Gilead
Ramoth-Gilead o Ramot Galaad fou una ciutat de l'antiga Palestina, al territori de la tribu Gad, assignada a lloc de refugi primer per Moisès i després per Josuè. Fou una ciutat dels levites de la família de Merari. El rei Acab hi va morir intentant recuperar la ciutat als assiris. La seva situació no es coneix, però Eusebi la situa a poc més de 20 km a l'oest de Filadèlfia.